# 'Ata
'Ata es una isla pequeña y rocosa en el extremo sur del archipiélago de Tonga. También es conocida como isla Pylstaart. No obstante, no debe confundirse con ʻAtā, que es una isla de coral deshabitada, de baja en la cadena de atolones pequeños a lo largo del paso de Piha a lo largo de la zona norte de Tongatapu. Ata es también un título de líder tradicional en Kolovai, uno de los asentamientos más antiguos de la punta oeste de Tonga.

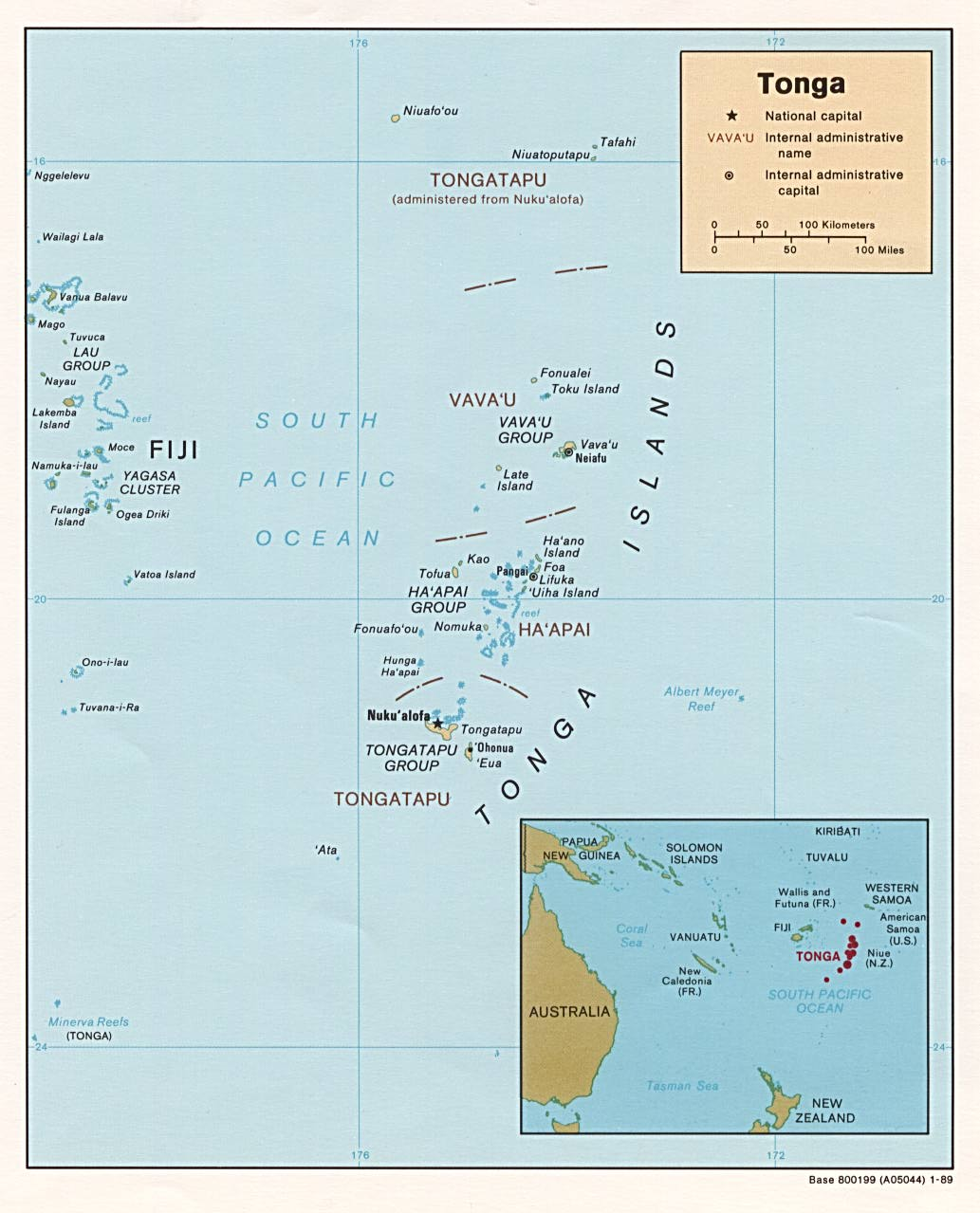
Mapa de Tonga con 'Ata.

Ata se encuentra 157 km al suroeste de la isla principal de Tonga, Tongatapu, y 163 km al suroeste de la isla de Eua, y tiene una longitud de 1,7 km de norte a sur y un ancho de 1,6 km. La superficie es de 2.3 km², según otras fuentes es de 1,5 km². 'Ata tiene 355 metros de altitud.

## Geografía
La mayor parte de la tierra de ʻAta es una meseta alta de 60 a 100 metros sobre el nivel del mar, con acantilados escarpados y playas rocosas que bordean la costa de toda la isla. Hay tres picos menores: dos en el lado oeste y uno en el lado este de la isla, cuya elevación varía desde 180 metros (este) hasta 307 y 309 metros (oeste). Tiene una superficie total de aproximadamente 1,5 km² (0,58 millas cuadradas). Aunque aparentemente se formó por acción volcánica, no existe registro de actividad volcánica. El fondeadero de ʻAta está en el lado oeste de la isla.
Solo había un asentamiento en ʻAta, llamado Kolomail, que significa "ciudad de Myrtle", cerca de la colina oriental. Había tres secciones del pueblo; la sección occidental era Hihifo, y las otras dos eran Auloto y Pea.

## Historia
El arqueólogo Atholl Anderson estuvo 18 días explorando el pueblo abandonado de Kolomail en 1977, al que se puede llegar a través de un sendero desde la playa adoquinada del norte de la isla. Aunque llevaba abandonada durante más de un siglo, aún se veían restos de muros de piedra y otras evidencias de habitantes humanos; La datación por radiocarbono llevó a Anderson a concluir que los asentamientos humanos en ʻAta se remontan al siglo XVI o XVII. Otro estudio arqueológico se realizó en agosto de 2001; los fragmentos de cerámica encontrados durante el estudio posterior eran de un tipo que había dejado de fabricarse en Tonga hacia el 400 a. C. lo que significa que el asentamiento en ʻAta era considerablemente más antiguo de lo que se pensaba anteriormente.
Según la tradición oral, el adivino Hama descubrió ʻAta, pero los primeros tonganos que vivieron allí fueron Motuʻapuaka y Tapuʻosi, que se habían fugado allí para escapar de la ira del padre de Tapuʻosi, el Tuʻi Tonga Fakanaʻanaʻa; cuando llegaron a principios de 1700, los habitantes aborígenes jugaron un juego rudo que asustó a Tapuʻosi, y Motuʻapuaka los llevó a una cueva y luego los asfixió encendiendo un gran fuego en su boca. Los dos amantes presumiblemente iban acompañados de asistentes, acorde con su alto estatus. A ellos y sus descendientes se les unieron otros exiliados a lo largo del siglo XVIII.
El primer europeo en acceder a ʻAta fue Abel Tasman el 19 de enero de 1643. Debido a las muchas aves tropicales que vio cerca de la isla, le dio el nombre de Pylstaert Eylant o en holandés moderno Pijlstaart, que significa cola de flecha, una descripción adecuada para, y en ese tiempo el nombre del tropicbird. Los vientos adversos le impedían acercarse y tampoco se veían nativos acercándose a él en canoas. Desde su posición mirando hacia el noreste.
La isla fue visitada por el Capitán James Cook durante su segundo viaje el 7 de octubre de 1773, y sus coordenadas fueron corregidas por Lapérouse, quien se refirió a la isla como île Plistard.
Debido a su ubicación remota de las islas principales de Tonga, ʻAta se gobernó en gran medida por sí mismo; el Informe oficial sobre la Polinesia Central de Charles St Julian indicó que su población era de 150 habitantes en 1857. Es una de las tres islas de Tonga que se vio afectada por el comercio de esclavos peruanos de 1862 a 1864; de los tres, fue el que más sufrió.

### Esclavistas y evacuación
En 1862, el gobierno peruano había decidido invitar a trabajadores contratados a recolectar guano en las Islas Chincha de Perú. Una flota de barcos se extendió por el Pacífico, aparentemente para encontrar inmigrantes dispuestos, pero en su lugar cambiaron rápidamente a simples tácticas de secuestro. En junio de 1863, unas 350 personas vivían en ʻAta en un pueblo llamado Kolomail (cuyos restos aún eran visibles un siglo después). El capitán Thomas James McGrath del ballenero Grecian, habiendo decidido que el comercio de esclavos era más rentable que la caza de ballenas.
El ballenero convertido en esclavista griego trató a continuación de secuestrar más esclavos de las islas Lau, pero no tuvo éxito allí. En Niuafouʻou , la segunda isla de Tonga afectada, Grecian pudo secuestrar solo a 30 personas.
Grecian nunca llegó a Perú. Probablemente cerca de Puka-Puka en las Tuamotus , se encontró con otro esclavista, el General Prim, que había salido del Callao en marzo. Debido a que Grecian nunca obtuvo una licencia de trabajo de Perú, el general Prim estaba más que dispuesto a llevar a los 174 tonganos de regreso al puerto, donde llegaron el 19 de julio. Mientras tanto, sin embargo, el gobierno peruano, bajo la presión de potencias extranjeras y también sorprendido de que su plan laboral se hubiera convertido en un comercio de esclavos, ya había cancelado todas las licencias de importación de mano de obra el 28 de abril. prima generaly a otros barcos no se les permitió desembarcar a sus esclavos capturados del Pacífico Sur en suelo peruano, sino que el gobierno peruano fletó barcos para llevarlos a casa.
Cuando el Adelante, fletado para devolver a los tonganos, finalmente partió el 2 de octubre de 1863, muchos habían muerto o estaban muriendo a causa de enfermedades contagiosas. Además, el Capitán Escurra del Adelante , que había sido uno de los esclavistas más exitosos antes de que se revocaran las licencias, no tenía intención de llevárselos a casa después de que le pagaran $30 por cabeza. En cambio, los abandonó en la deshabitada Isla del Coco, muy lejos de la ruta a Tahití , alegando que los 426 kanakas estaban afectados por la viruela, poniendo en peligro a su tripulación. Quedaban 200 supervivientes cuando el ballenero Active pasó y los encontró el 21 de octubre. Finalmente, en noviembre, el peruano vino a salvar a los sobrevivientes, que se habían reducido a solo 38. Fueron llevados a Paita, donde aparentemente fueron absorbidos por la población local.
Mientras tanto, en Tonga, el rey Jorge Tupou I, al enterarse de los secuestros, envió tres goletas a ʻAta para evacuar y reasentar a la población restante de Kolomail (unas 200 personas) en ʻEua , donde estarían a salvo de futuros ataques. Hasta los tiempos modernos, la familia Vehi fue perseguida injustamente por rumores de que habían vendido a los aldeanos como esclavos. McGrath fue arrestado en Bluff , Nueva Zelanda , por evasión de impuestos a fines de noviembre de 1863, y el propietario del Grecian presentó cargos adicionales de que McGrath había desaparecido con el barco después de haber sido comisionado en 1861 para una expedición ballenera.

### Náufragos de Tonga
En junio de 1965, un grupo de seis jóvenes tonganos quedaron varados en la isla después de huir de su estricto internado católico en Nukuʻalofa en Tongatapu. Robaron un bote de 24 pies (7,3 m) con poca antelación y con poca preparación, y se desviaron hacia el suroeste después de quedar atrapados en una tormenta. Después de nadar hasta la isla, sobrevivieron a base de aves marinas, pollos salvajes, y plátanos de las ruinas de Kolomail. Fueron rescatados el 11 de septiembre de 1966 por un pescador de langostas que pasaba llamado Peter Warner. Después de ser devueltos a Tongatapu, los jóvenes fueron encarcelados brevemente por robar el bote.
La banda finlandesa de Metal Sinfónico Nightwish tiene una canción inspirada en los náufragos de Tonga llamada "The Children Of 'Ata" (pertenece a su disco Yesterwynde de 2024).

### Posible reasentamiento
Los descendientes de los habitantes originales de la isla ʻAta todavía viven en el pueblo sureño de Haʻatuʻa en ʻEua, del cual una parte ha recibido el nombre de Kolomaile. Su deseo de regresar a ʻAta todavía estaba vivo a mediados del siglo XX, pero se considera poco probable que suceda, ya que la isla no tiene puerto, lo que hace que el transporte marítimo sea una aventura peligrosa y antieconómica.
Actualmente, ʻAta, que todavía forma parte del reino de Tonga, permanece deshabitada.